# Шпијуни попут нас
Шпијуни попут нас (енгл. Spies Like Us), америчка је шпијунска филмска комедија Џона Лендиса из 1985. године.
Два неспособна кандидата ЦИА-е су регрутована и послата у Пакистан. Потом их јуре Руси и завршавају у Авганистану. Убрзо схватају да су мамци за извлачење совјетских снага.

## Радња филма
Врхунац хладног рата. Америчка војна елита троши невероватне суме да би обезбедила мир у Сједињеним Државама. Да би оправдала потребу за овим трошковима, менаџмент развија тајну операцију. Њен циљ је да продре на територију СССР-а, заузме нуклеарни лансер и лансира интерконтиненталну балистичку ракету ка Америци, а затим је успут уништи најновијим пресретајућим средствима, чиме се потврђује сврсисходност трошења средстава на безбедност.
Да би се обезбедио успех операције, у њу су, поред правих обучених агената, укључена још два радника Стејт департмента ниске вредности – компјутерски штребер Остин Милбарџ (Ден Ејкројд) и несрећни дипломата Емет Фиц-Хјум (Чеви Чејс). Планирају да их користе као покриће за главну групу, да би у случају неуспеха били задржани од стране совјетских власти.
Пробијајући се до задате мете преко Пакистана, амерички шпијуни и њихови „мамци” стижу до територије совјетског Памира и заузимају лансирни комплекс. Ракета успева да се лансира, али амерички ултрамодерни противракетни одбрамбени систем не успева, и само захваљујући сналажљивости и домишљатости „лажних” шпијуна избегнут је велики међународни сукоб.